# ヤング・バックス
ヤング・バックス（The Young Bucks）は、アメリカ合衆国のプロレスラーのマシュー・ジャクソン（Matthew Jackson）とニコラス・ジャクソン（Nicholas Jackson）の兄弟で結成されるタッグチーム。カリフォルニア州ランクチョクカモンガ出身。
コスチュームやファイトスタイルはショーン・マイケルズの影響を大きく受けている。

## 来歴
2004年8月8日に兄弟揃ってデビュー。10月にHRW（High Risk Wrestling）に参戦。
2007年にPWG（Pro Wrestling Guerrilla）、2008年にDRAGON GATE、2009年からChikara、ROH（Ring of Honor）、DRAGON GATE USA、TNA（Total Nonstop Action Wrestling）と転戦。TNAでは「ジェネレーション・ミー（Generation Me）」のタッグ名でTNA世界タッグ王座を巡り活躍した。
2013年10月25日、新日本プロレスに初参戦。「BULLET CLUB」の一員として、同日に開催されたSUPER Jr. TAG TOURNAMENTにエントリーして出場。一回戦のブライアン・ケンドリック & バレッタ組から勝利を収める。11月6日、二回戦で邪道 & 外道組を下し、決勝戦でフォーエバー・フーリガンズ（ロッキー・ロメロ & アレックス・コズロフ組）と対戦。BULLET CLUBの介入を経てニックがコズロフからピンフォール勝ちを収め、初出場ながら初優勝を果たす。11月9日、PPVであるPOWER STRUGGLEにてTAKAみちのく & タイチ組が保持するIWGPジュニアタッグ王座に挑戦して勝利。初挑戦ながら同タッグ王座を獲得した。
2014年1月4日、レッスルキングダム8にて、前王者組のTAKA & タイチ組、フーリガンズ、TIME SPLITTERS（KUSHIDA & アレックス・シェリー組）を交えたIWGPジュニアタッグ選手権試合 4WAYマッチに出場。マットがタイチからピンフォール勝ちを収め、同王座初防衛に成功。2月11日、THE NEW BEGINNING in OSAKAで、再び挑戦を表明してきたスプリッターズと対戦し、二度目の防衛に成功を収めた。
2016年8月21日、スーパーJカップの最終日有明コロシアム大会でモーターシティ・マシンガンズ相手にIWGPジュニアタッグ王座を防衛に成功、リング上でブリスコ・ブラザーズの持つIWGPタッグ王座に挑戦を表明、9月22日、DESTRUCTION in HIROSHIMAでタイトルマッチが組まれた、最後はマットがドゥームズデイ・デバイスでピンフォール負けを喫した。
2018年2月24日、『HONOR RISING:JAPAN 2018』にて、ヘビー級転向を宣言しゴールデン☆ラヴァーズに対戦要求をした。6月9日、DOMINIONにて、EVIL & SANADA組が保持するIWGPタッグ王座に挑戦して勝利。同タッグ王座を獲得した。
2019年1月、新団体AEWの旗揚げに参画し、兄弟ともに副社長に就任。
2020年12月17日、自伝本「Killing The Business」が第1498代アイアンマンヘビーメタル級王座を獲得。

## チーム名
ヤング・バックスは、同グループの選手と組む際に、その選手に因んだチーム名を掲げる。
- アダム・コール - スーパー・クリック
- ハングマン・ペイジ - ハング・バックス
- ケニー・オメガ - ジ・エリート
- マーティ・スカル - スーパー・ヴィランズ
- コーディ・ローデス - チーム・オールイン
- 飯伏幸太 - ゴールデン・エリート

## 合体技

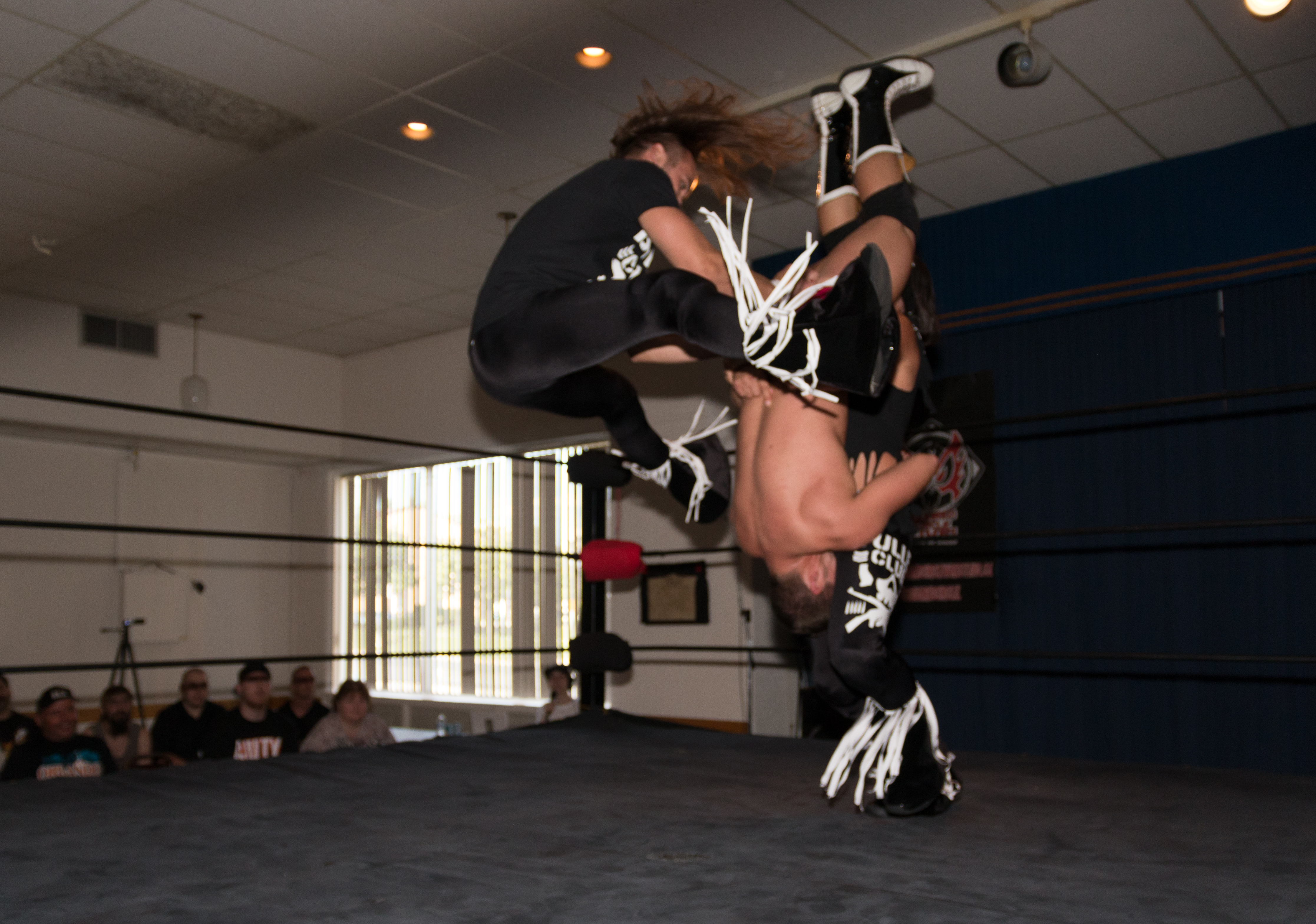
メルッアードライバー

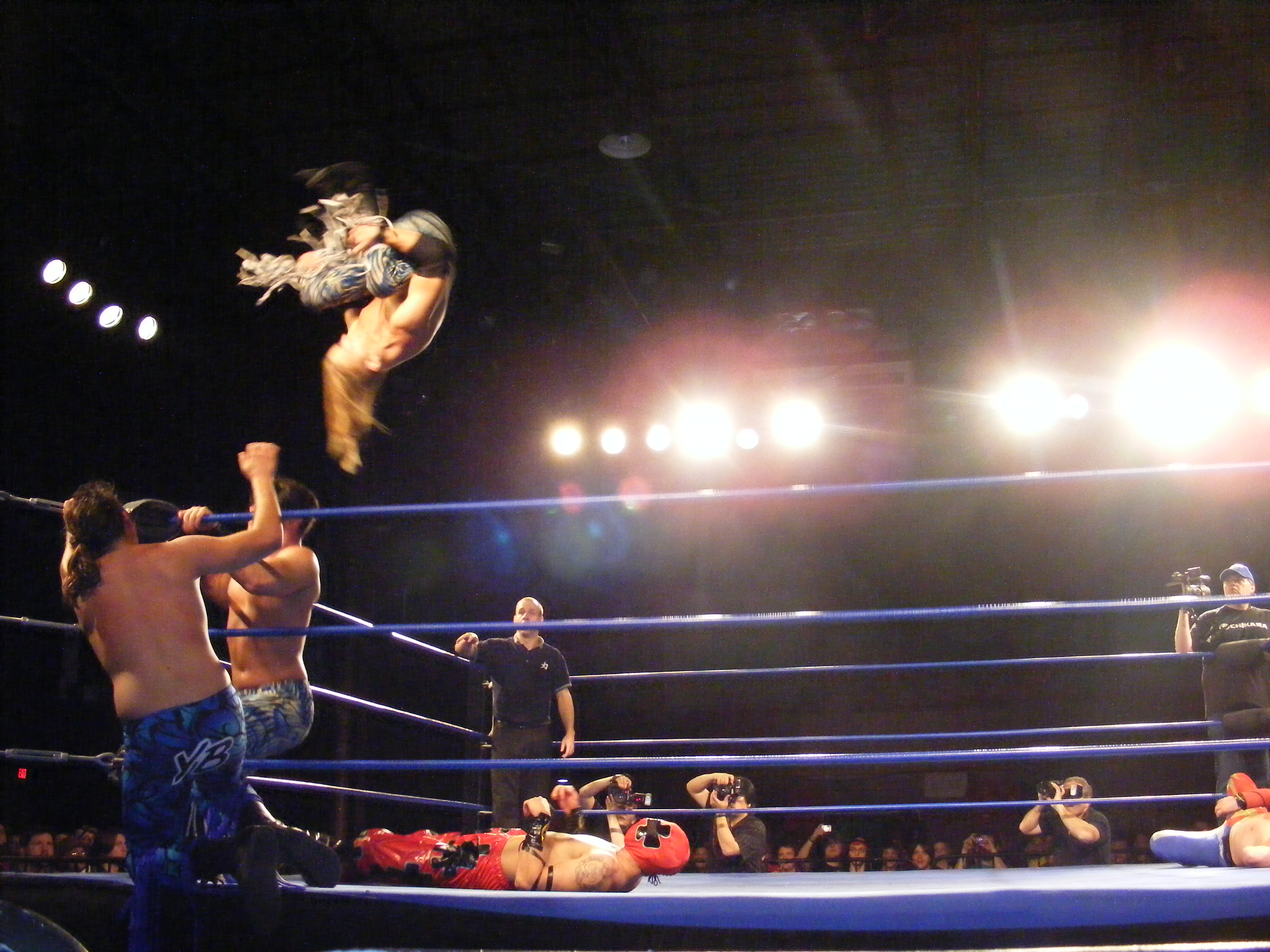

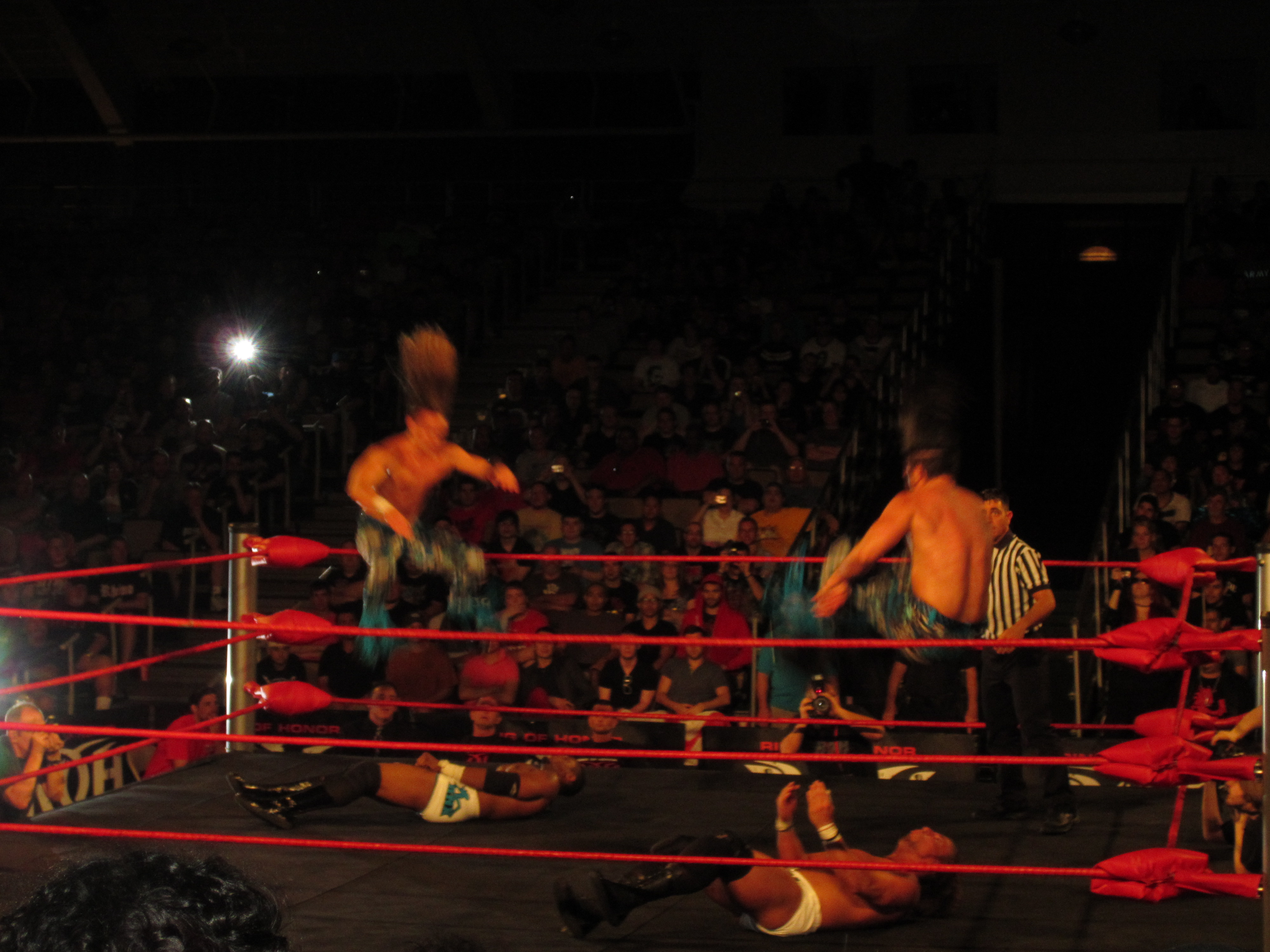

### フィニッシュ・ホールド
EVPトリガー
合体カミゴェ
相手がハーフダウンの状態でマット、ニックそれぞれ相手の片手を掴み二人同じに相手の顔面に膝蹴りを打ち込む技。
モア・バング・フォー・ユア・バック
現在のフィニッシュ・ホールド。マットがローリング・ファイヤーマンズキャリー・スラムでコーナー付近に叩きつけた後、トップコーナー上で待ち構えていたニックが450°スプラッシュを放ち、続けざまにマットがムーンサルトプレスで相手をプレスする。
新日本参戦初期は「モア・バング・フォー・ヤング・バックス」「モアバング4ユアバック」等の名前でも表記されていた。
インディーテイカー
マットが相手をパイルドライバーに抱え、そこにニックが飛びつき叩きつける。スワンダイブ式450°で決めた場合はメルツァードライバー。
スワンダイブではなく第三者によるアシストを受けて放つと「モア・バング・フォー・ユア・ファック」という名称となる。
アーリー・オンセット・アルツハイマー
二人で連続してスーパーキックをして相手を尻餅を着かせ、尻餅をついたところに同時にスーパーキックを叩き込む、フィニッシャー。
インシンク
走ってきた相手を同時にアームドラッグで投げ捨てた後、後方倒立回転とびで尻餅をついた相手の正面に立ち、低空ドロップキックを放っていく。
ダブル・ロープハングDDT

## タイトル歴
AEW

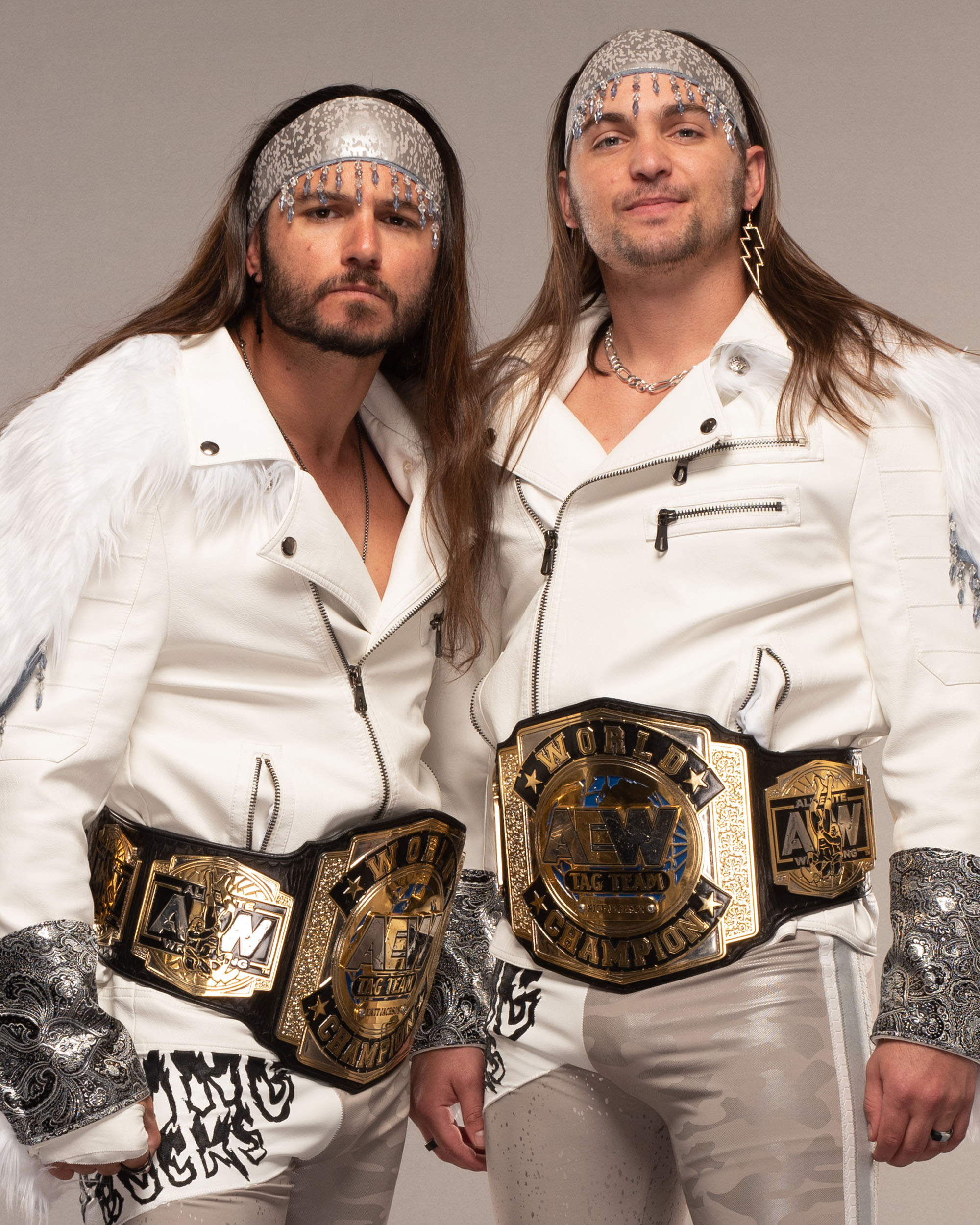
AEW世界タッグチーム王座

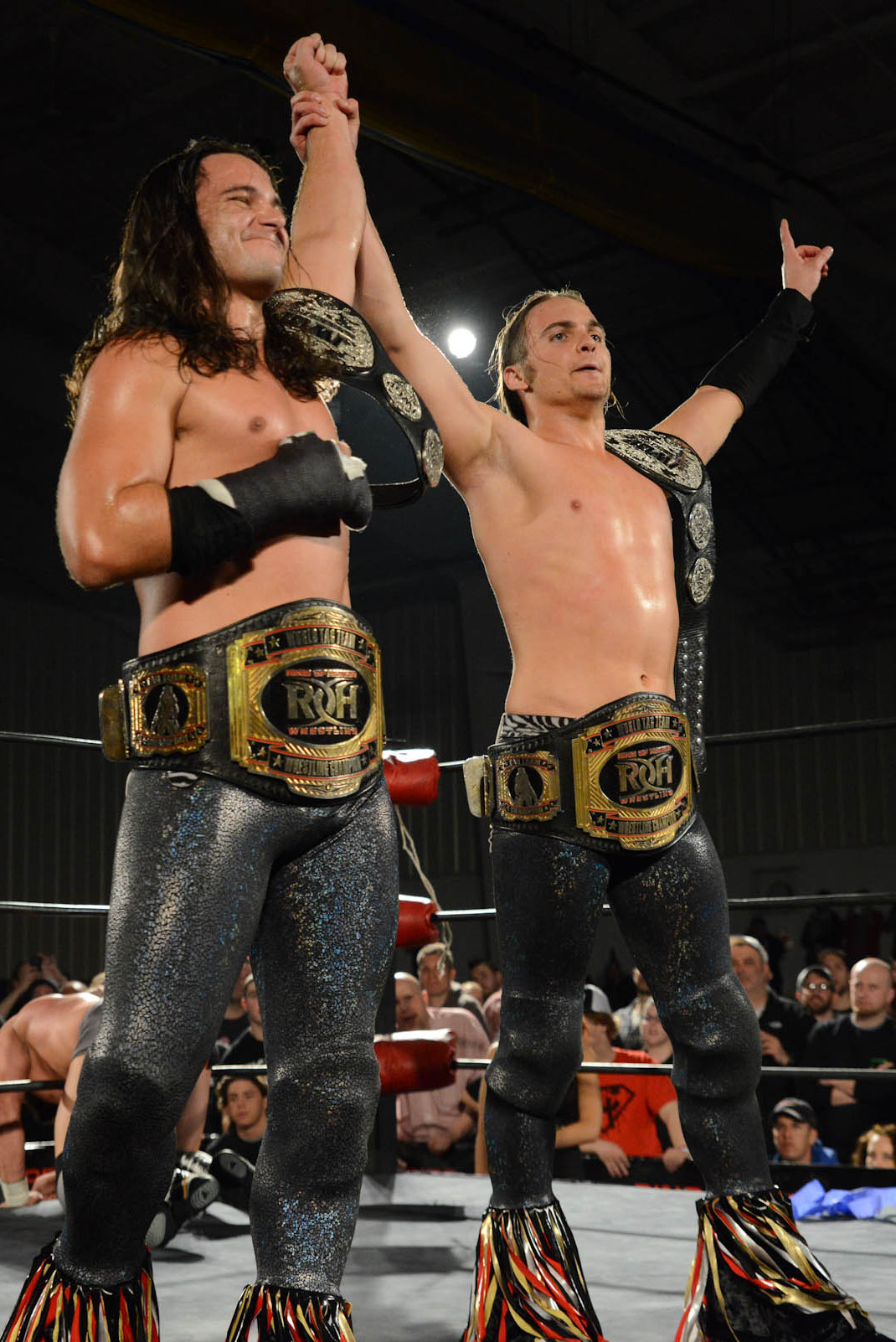
IWGPジュニアタッグ王座（左肩）とROH世界タッグ王座の二冠時代

- AEW世界タッグチーム王座 : 3回（第4代、第6代、第14代）

新日本プロレス
- IWGPジュニアタッグ王座 : 7回（第37代、第40代、第42代、第44代、第48代、第52代、第55代）
- IWGPタッグ王座 : 2回（第80代、第106代）
- NEVER無差別級6人タッグ王座 : 3回（第4代、第6代withケニー・オメガ、第17代withマーティ・スカル）
- SUPER Jr. TAG TOURNAMENT 優勝（2013年）

ROH
- ROH世界タッグ王座 : 1回

AWS（Alternative Wrestling Show）
- AWSタッグチーム王座 : 1回

Chikara
- カンペオナートス・デ・パレッハス : 1回（第12代）

DRAGON GATE USA
- オープン・ザ・ユナイテッドゲート王座 : 1回（第5代）

EWF（Empire Wrestling Federation）
- EWFタッグチーム王座 : 1回

FWE（Family Wrestling Entertainment）
- FWEタッグチーム王座 : 1回

FSW（Future Stars of Wrestling）
- FSWタッグチーム王座 : 1回

HOG（House Of Glory）
- HOGタッグチーム王座 : 1回
- HOGタッグチーム・トーナメント 優勝（2013年）

IWL（Insane Wrestling League）
- IWLタッグチーム王座 : 2回

PWD（Pro Wrestling Destination）
- PWDタッグチーム王座 : 1回

PWG
- PWG世界タッグチーム王座 : 3回（第22、24、28代）
- DDT4 優勝（2009年、2011年、2013年）

2CW（Squared Circle Wrestling）
- 2CWタッグチーム王座 : 1回

SCW（Squared Circle Wrestling）
- SCWタッグチーム王座 : 1回

DDTプロレスリング
- アイアンマンヘビーメタル級王座 : 2回（第1133, 1198代）2度目の統治は彼らの自伝的本に当たる）

## 入場テーマ曲
- Double Barrel[6]

新日本プロレス参戦後のテーマ曲。2013年11月 - 現在まで使用。
- Generation Me / デール・オリバー

TNAで「ジェネレーション・ミー」の名義で活動していた時期に使用したテーマ曲。
- MMMBop / Hanson